# Берзин, Ян Андреевич (государственный деятель)
Ян Андре́евич (Янович) Бе́рзин (латыш. Jānis Bērziņš — Я́нис Бе́рзиньш; 29 ноября 1890 — 14 апреля 1938) — советский государственный и профсоюзный деятель, член президиума ВЦСПС, начальник строительства и первый директор Новолипецкого металлургического комбината.

## Биография
Родился 15 ноября (по ст. стилю) в Малпилской волости Рижского уезда Лифляндской губернии в семье латышского батрака Яниса Берзина и его жены Леены Либер. Был крещён в местном приходе 15 декабря того же года. Учился в приходской школе. В юношестве сплавлял лес: был подсобником на лесопильном заводе.
В 1907 году переехал в Ригу, работал ломовым извозчиком и строителем, грузчиком и чернорабочим. В 1910 году Ян Андреевич устроился подручным в механический цех рижского завода «Атлас». Не имея предварительной подготовки, он постепенно стал квалифицированным рабочим — фрезеровщиком, а впоследствии бригадиром. Здесь в 1913 году Ян Берзин вступил в Рижскую организацию СДРП
В 1915 году Ян Андреевич начал работать фрезеровщиком в минном отделе завода «ВЭК» («Всеобщая электрическая компания»). Первая мировая война заставила правительство эвакуировать некоторые заводы из Риги в Петроград. Вместе с другими рабочими Ян Берзин попадает в столицу России, работает на питерских заводах Пузырёва, Дюфлон, Раковицкого, Гери, Сименс-Шуккерт.

### Революционная деятельность
О своей революционной деятельности в автобиографии Яна Андреевича написано следующее:

«Репрессиям подвергался сравнительно мало, если не считать следующих сравнительно лёгких взысканий: в 1915 году был арестован на заседании фракции Союза металлистов, но через сутки выпустили; регулярно со всех мест работы администрация увольняла за то, что „красный“; благодаря одному досрочному увольнению с завода „Дюфлон“ за участие в забастовке 9 января 1917 года вынужден был перейти на нелегальное положение и в новом паспорте изменить отчество и место происхождения».

### После Октябрьской революции
После Октябрьской революции инициативный и деятельный рабочий выдвигается на руководящие должности. Коллектив Русско-Балтийского завода избирает Яна Андреевича председателем комитета. Умение работать с людьми, доброжелательность и требовательность снискали ему справедливое уважение со стороны рабочих. Через некоторое время Я. А. Берзин переходит на работу в ЦК профсоюза металлистов.
В 1921—1923 годах он — ответственный работник аппарата ВЦСПС, затем — член президиума, председатель Нижегородского губернского совета профсоюзов, член правления Югостали.
В апреле 1929 года Яна Андреевича назначают начальником строительства и управляющим Макеевского металлургического комбината. Затем его перевели в город Липецк на строительство Новолипецкого металлургического завода.

Из приказа Высшего совета народного хозяйства СССР от 6 марта 1931 года: «Начальником Липецкого строительства объединения „Сталь“ утверждается т. Берзин Я. А.».

В Липецке предстояло решить огромное количество проблем: набрать из окрестных сёл рабочих, расчистить территорию будущего завода от леса, вырыть фундаменты и котлованы. Остро встала проблема с жильём, транспортом, медицинским обслуживанием, школах для набранных рабочих, служащих и их детей.
Все трудности были преодолены, строительство завода продвигалось с опережением графика.

1 августа 1932 года воронежская областная газета «Коммуна» сообщала: «Монтажники Новолипецкого металлургического завода одержали крупнейшую победу: наклонный мост доменной печи № 1 весом в 76 тонн установлен за 7 часов. Липецкстроевцы побили рекорд. На крупнейших стройках Юга, Урала установка моста занимала не менее 12 часов».

1 ноября 1934 года в 12 часов дня была завершена ручная загрузка доменной печи № 1 углём, дровами, коксом. 3 ноября по приказу Берзина проведена пробная эксплуатация всего завода продолжительностью 48 часов. 6 ноября первая доменная печь вступила в строй. 

Руководители строительства и уполномоченный Народного комиссариата тяжёлой промышленности рапортовали: «Шестого ноября, в 15 часов 35 минут задута доменная печь Липецкстроя. Вступила в строй 115-я домна Союза. Мобилизуем все силы на успешное освоение высокомеханизированной домны».

7 ноября 1934 года в 19 часов 30 минут домна выдала первую плавку. Были получены первые 64 тонны высококачественного чугуна. В этот день родился Новолипецкий металлургический комбинат
После пуска домны Берзин занялся развитием металлургического завода. 3 июня 1937 года Ян Андреевич выступил с докладом на городском совещании о перспективах развития завода в третьей пятилетке. Но осуществлять эти планы ему уже не пришлось.

### Арест и суд
24 октября 1937 года был подписан ордер на его арест. Берзин был арестован по так называемым «сталинским спискам», поэтому исход следствия, суд и приговор были предрешены. Это же обстоятельство объясняет и сроки исполнения приговора: Берзин был расстрелян в день объявления приговора. Это случилось 14 апреля 1938 года по решению выездной сессии Военной коллегии Верховного суда СССР.
Яну Андреевичу было предъявлено обвинение в том, что он:

1. Являлся активным участником антисоветской право-троцкистской организации, ставившей своей задачей, путём террора, диверсий и вредительства — свержение советской власти и реставрацию капитализма в СССР.

2. Организовал антисоветскую группу на Новолипецком металлургическом заводе.

3. Лично вёл вербовку новых участников организации из числа троцкистов и других враждебных советской власти элементов.

4. Срывал строительство завода и освоение мощности отдельных агрегатов завода и ТЭЦ.

5. Вёл диверсионно-вредительскую работу по разрушению агрегатов и основных цехов завода и ТЭЦ.

Решением Верховного суда СССР от 14 мая 1957 года Ян Андреевич Берзин был полностью реабилитирован.

### Общественное признание

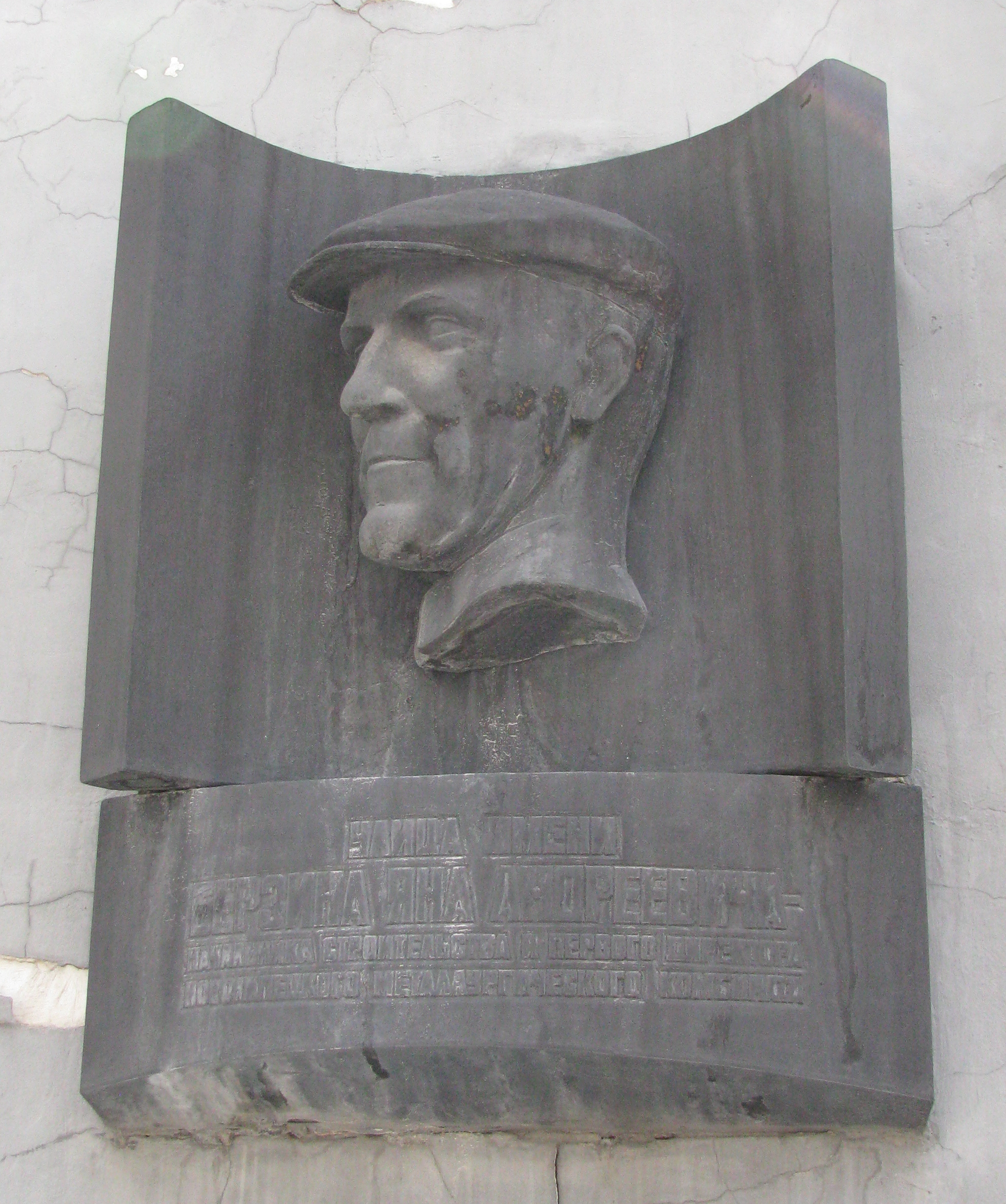
Мемориальная доска в Липецке

Член президиума горсовета с 7 апреля 1932 года Берзин всегда был в гуще городских событий: принимал участие в заседаниях горсовета, встречался с общественностью Липецка, приветствовал 5 июля 1934 года прославленных полярников М. В. Водопьянова и Э. Т. Кренкеля на липецкой земле. Он был избран даже почётным членом добровольной пожарной дружины.
Хорошо известен был Берзин и в областном Воронеже. На I областном съезде советов (7—13 января 1935 г.) он стал членом исполкома областного Совета и делегатом на Всероссийский и Всесоюзный съезды советов.

## Память
Именем Яна Андреевича Берзина названа улица в городе Липецк (решением исполкома липецкого городского Совета народных депутатов от 3 февраля 1984 года).